# Mistrzostwa Europy we Wspinaczce Sportowej 1996
Mistrzostwa Europy we Wspinaczce Sportowej 1996 – 2. edycja mistrzostw Europy we wspinaczce sportowej, która odbyła się 28 stycznia 1996 roku we francuskim Paryżu. 
Podczas zawodów wspinaczkowych zawodnicy i zawodniczki rywalizowali w 4 konkurencjach.

## Harmonogram
Legenda
| E | Eliminacje |  | Finał (ilość) |

| Styczeń 1996        | 27 | 28 | 29 |
| ------------------- | -- | -- | -- |
| Wspinaczka sportowa |    | 4  |    |

## Konkurencje
Mężczyźni
- prowadzenie i wspinaczka na czas

Kobiety
- prowadzenie oraz wspinaczka na czas

## Uczestnicy
Zawodnicy i zawodniczki podczas zawodów wspinaczkowych w 1996 roku rywalizowali w 4 konkurencjach. Łącznie do mistrzostw Europy zgłoszonych zostało 155 wspinaczy (każdy zawodnik miał prawo startować w każdej konkurencji o ile do niej został zgłoszony i zaakceptowany przez IFCS i organizatora zawodów). 
| Lp.   |           | ↓ Uczestnicy – konkurencje → |     | prowadzenie | na czas |
| ----- | --------- | ---------------------------- | --- | ----------- | ------- |
| 1.    | Mężczyźni | 63                           | 36  |             |         |
| 2.    | Kobiety   | 39                           | 17  |             |         |
| Razem | Razem     | Razem                        | 102 | 53          |         |

### Reprezentacja Polski
- Kobiety:
  - w prowadzeniu; Renata Piszczek zajęła 20–25 m., a Urszula Wróbel była sklasyfikowana na 38-39 miejscu,
  - we wspinaczce na czas; Renata Piszczek zajęła 5-8 m.
- Mężczyźni:
  - w prowadzeniu; Sebastian Zasadzki był sklasyfikowany na 33–37 m., Marcin Bartocha i Tomasz Oleksy byli sklasyfikowani na 49–51 m., a Marcin Wróbel był 61.
  - we wspinaczce na czas; Tomasz Oleksy; zajął 4 m.

## Medaliści
| Konkurencja          | Złoto                        | Srebro                   | Brąz                               |
| -------------------- | ---------------------------- | ------------------------ | ---------------------------------- |
| Mężczyźni            |                              |                          |                                    |
| prowadzenie (28.01)  | Francja · Arnaud Petit       | Francja · François Petit | Francja · François Lombard         |
| wsp. na czas (28.01) | Ukraina · Andrij Wedenmiejer | Francja · Mathieu Dutray | Rosja · Pawieł Samoilin            |
| Kobiety              |                              |                          |                                    |
| prowadzenie (28.01)  | Francja · Liv Sansoz         | Francja · Laurence Guyon | Stéphanie Bodet Wiera Czereszniewa |
| wsp. na czas (28.01) | Francja · Cécile Avezou      | Niemcy · Ameli Haager    | Belgia · Kim Anthoni               |

## Wyniki

### Prowadzenie
| Mężczyźni | Mężczyźni             | Mężczyźni  |
| --------- | --------------------- | ---------- |
| Miejsce   | Zawodnik              | Państwo    |
| złoto     | Arnaud Petit          | Francja    |
| srebro    | François Petit        | Francja    |
| brąz      | François Lombard      | Francja    |
| 4         | Saławat Rachmietow    | Rosja      |
| 5         | Luca Zardini          | Włochy     |
| 6         | Cristian Brenna       | Włochy     |
| 7         | Elie Chevieux         | Szwajcaria |
| 8         | Andreas Bindhammer    | Niemcy     |
| 9         | François Legrand      | Francja    |
| 10        | David Carretero Perez | Hiszpania  |

| Kobiety | Kobiety            | Kobiety    |
| ------- | ------------------ | ---------- |
| Miejsce | Zawodniczka        | Państwo    |
| złoto   | Liv Sansoz         | Francja    |
| srebro  | Laurence Guyon     | Francja    |
| brąz    | Stéphanie Bodet    | Francja    |
| brąz    | Wiera Czereszniewa | Rosja      |
| 5       | Muriel Sarkany     | Belgia     |
| 6       | Iva Hartmann       | Szwajcaria |
| 7       | Karin Bless-Reith  | Słowenia   |
| 8       | Natalie Richer     | Francja    |
| 9       | Galina Agapowa     | Rosja      |
| 10      | Martina Čufar      | Słowenia   |

### Wspinaczka na czas
| Mężczyźni | Mężczyźni                      | Mężczyźni       |
| --------- | ------------------------------ | --------------- |
| Miejsce   | Zawodnik                       | Państwo         |
| złoto     | Andrij Wedenmiejer             | Ukraina         |
| srebro    | Mathieu Dutray                 | Francja         |
| brąz      | Pawieł Samoilin                | Rosja           |
| 4         | Tomasz Oleksy                  | Polska          |
| 5         | Władimir Niecwietajew-Dołgalow | Rosja           |
| 5         | Kajrat Rachmietow              | Kazachstan      |
| 5         | Werner Thon                    | Niemcy          |
| 5         | Wołodymyr Zacharow             | Ukraina         |
| 9         | Robert Caspersen               | Norwegia        |
| 10        | Neil Carson                    | Wielka Brytania |
| 10        | Oleg Czereczniew               | Rosja           |

| Kobiety | Kobiety          | Kobiety  |
| ------- | ---------------- | -------- |
| Miejsce | Zawodniczka      | Państwo  |
| złoto   | Cécile Avezou    | Francja  |
| srebro  | Ameli Haager     | Niemcy   |
| brąz    | Kim Anthoni      | Belgia   |
| 4       | Gry Hansen       | Norwegia |
| 5       | Renata Piszczek  | Polska   |
| 5       | Olga Bibik       | Rosja    |
| 5       | Majia Piratinska | Rosja    |
| 5       | Natalja Titowa   | Rosja    |
| 9       | Irina Zajcewa    | Rosja    |
| 10      | Tatjana Rujga    | Rosja    |

## Klasyfikacja medalowa
* Organizator zawodów został zaznaczony tym kolorem.
|                   |                   |                   |   |   |   |    |   |   |   |   |   |   |
| 1                 | Francja           | 3                 | 3 | 2 | 8 | 1  | 2 | 1 | 2 | 1 | 1 |   |
| 2                 | Ukraina           | 1                 | 0 | 0 | 1 | 1  | 0 | 0 | 0 | 0 | 0 |   |
| 3                 | Niemcy            | 0                 | 1 | 0 | 1 | 0  | 0 | 0 | 0 | 1 | 0 |   |
| 4                 | Rosja             | 0                 | 0 | 2 | 2 | 0  | 0 | 1 | 0 | 0 | 1 |   |
| 5                 | Belgia            | 0                 | 0 | 1 | 1 | 0  | 0 | 0 | 0 | 0 | 1 |   |
| 5                 |                   |                   |   |   |   |    |   |   |   |   |   |   |
| Ogółem (5 państw) | Ogółem (5 państw) | Ogółem (5 państw) | 4 | 4 | 5 | 13 | 2 | 2 | 2 | 2 | 2 | 3 |

Źródło: